# Nørre Jernløse Skole
Skovvejens skole er en dansk folkeskole, beliggende i Nørre Jernløse, Holbæk Kommune i Vestsjælland.
Der er i 2009 419 elever på skolen, fordelt over 10 klassetrin .
På 5. klassetrin får eleverne mulighed for, hvert 3. uge, at have svømning. Dette foregår i Jyderup Svømmehal.
Skolelederen er Ulla Olin.

## Eksterne links
- Nørre Jernløse skole's Hjemmeside Arkiveret 7. marts 2018 hos  Wayback Machine

|  | Denne artikel om en bygning eller et bygningsværk kan blive bedre, hvis der indsættes et (bedre) billede. Du kan hjælpe ved at afsøge Wikimedia Commons for et passende billede eller lægge et op på Wikimedia Commons med en af de tilladte licenser og indsætte det i artiklen. |

55°39′49″N 11°37′42″Ø / 55.6637°N 11.6284°Ø